# Esmans
Esmans ist eine französische Gemeinde mit 904 Einwohnern (Stand 1. Januar 2022) im Département Seine-et-Marne in der Region Île-de-France. Der Ort befindet sich fünf Kilometer südlich von Montereau-Fault-Yonne an der Route nationale 6. Esmans gehört zum Gemeindeverband Pays de Montereau.
Zum Ort gehören die Weiler Petit-Fossard und Grand-Fossard.

## Sehenswürdigkeiten
- Kirche Notre-Dame de l’Assomption, erbaut ab dem 13. Jahrhundert (Monument historique)
- Schloss, erbaut vom 13. bis 16. Jahrhundert (Monument historique)

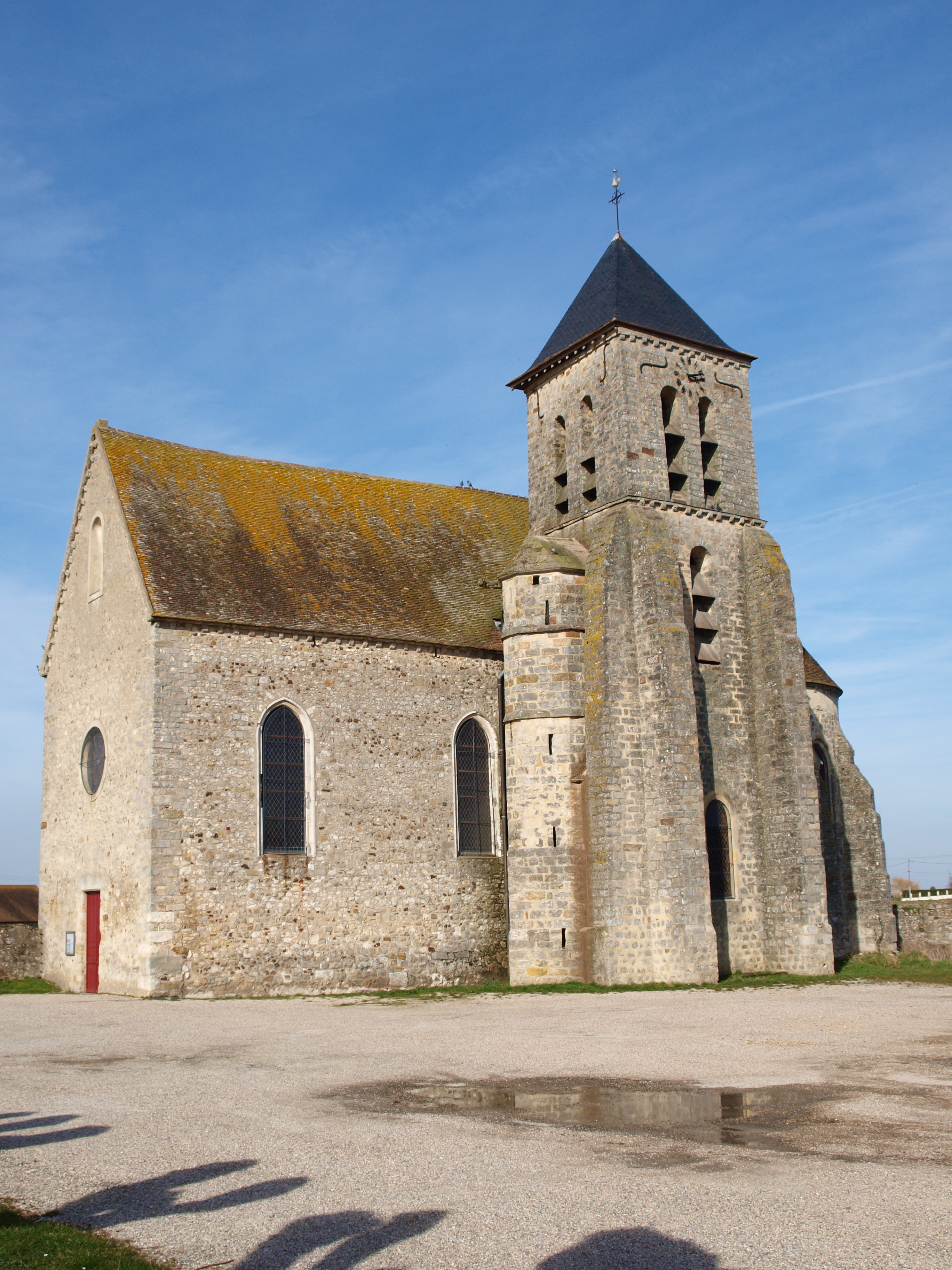
Kirche Notre-Dame de l’Assomption

## Persönlichkeiten
- Guillaume Briçonnet (1470–1534), Bischof von Meaux